# Rhipidura kordensis
Rhipidura kordensis (лат.) — вид воробьиных птиц из семейства веерохвостковых. Обитает на острове Биак, что отражается в её английском названии: англ. Biak fantail. Раньше считалась подвидом веерохвостки-вдовушки (лат. Rhipidura rufiventris), но в 2021 году была выделена в отдельный вид.
Международный союз охраны природы (IUCN) относит R. kordensis к видам вызывающим наименьшее беспокойство (охранный статус LC).

## Описание и поведение
Небольшая птица размером около 17 см. У самца заметна короткая белая «надбровная дуга»; оперение головы черноватое и черное, верхняя часть тела черноватая; оперение задней стороны крыла черное с узкой беловатой каймой, кроющие перья чёрные с беловатыми кончиками; хвост чёрный, с белой полосой; подбородок и горло белые, широкая черная полоса на груди (редко с небольшими светлыми пятнами), остальная часть низа чисто белая; радужная оболочка тёмно-коричневая; клюв чёрный, более светлый снизу; ноги чёрные. Самец и самка выглядят похоже.
Как и веерохвостки-вдовушки (лат. Rhipidura rufiventris), подвидом которого R. kordensis считался до недавнего времени, птицы этого вида отличаются от других веерохвосток большой головой и сильным клювом.
Отличается от других веерохвосток и позой с более выпрямленным (а не нахохлившимся — сгорбленным) положением тела, напоминающим позу монархов.
В поведении также менее типична, чем другие веерохвостки: птица менее склонна распускать хвост и часто спокойно сидит на ветке, а не находится в постоянном движении как большинство птиц этого рода.
Питается мелкими беспозвоночными.
Песня представляет собой серию из 4-5 довольно длинных, как правило, постепенно нисходящих свистков, похожих на звуки: «тси-тоо тси-тоо…».

## Распространение и места обитания
Этот вид встречается только на Биаке и близлежащих небольших островах в заливе Гилвинк на северо-западе Новой Гвинеи (Индонезия).
Обитатель самых разнообразных биотопов: разные типы лесов, лесные опушки влажных тропических лесов, а также мангровых зарослей, муссонных лесов, кустарников и другой растительности вдоль низменных водотоков на высоте до 200 метров над уровнем моря.